# 纳索涅
纳索涅（法語：Nassogne，法語發音：[nasɔɲ]）是比利时瓦隆大区盧森堡省馬爾什昂法梅訥區的一个市镇，位于阿登地区，西与那慕爾省接壤，通行法语，是比利时法语社群的一部分，面积111.96平方千米，人口5,474人（2018年1月1日）。